# کریستا پالمر
کریستا پالمر (انگلیسی: Krysta Palmer؛ زادهٔ ۱۳ ژوئن ۱۹۹۲) شیرجه‌رو اهل ایالات متحده آمریکا است.